# Passalora fusimaculans
Passalora fusimaculans är en svampart som först beskrevs av George Francis Atkinson, och fick sitt nu gällande namn av U. Braun & Crous 2003. Passalora fusimaculans ingår i släktet Passalora och familjen Mycosphaerellaceae.   Inga underarter finns listade i Catalogue of Life.